# Estadio Olímpico Andrés Quintana Roo
El Estadio Olímpico Andrés Quintana Roo (antes Estadio Olímpico de Cancún) es un estadio de fútbol con pista de atletismo situado en Cancún, Quintana Roo, México. Actualmente es sede del Cancún FC de la Liga de Expansión MX, y de manera eventual alberga juegos importantes de los Pioneros de Cancún de la Liga Premier de México.

## Inauguración
El original Estadio Olímpico Andrés Quintana Roo se inauguró a mediados de 1984 con un partido amistoso entre los Pioneros de Cancún, que harían su debut en la Tercera División profesional y los Arroceros de Chetumal, que ya tenían experiencia en esa categoría y ganaron el cotejo 2-0. Fue sede de los Pioneros hasta principios de 1987, cuando el conjunto se mudó al Cancún ´86, inmueble con mayor capacidad. Debido a ello el Andrés Quintana Roo se destinó a actividades deportivas escolares y de ligas municipales de diversas disciplinas y conciertos.
Con motivo de la llegada del Atlante FC a Cancún, el gobierno estatal mando derrumbar la antigua estructura, la cual constaba de dos graderíos, uno en cada costado de la cancha con césped, que apenas albergaban a unas 1500 personas.
El 11 de agosto de 2007, fue reinaugurado el inmueble reconstruido, siendo el juego Atlante vs Pumas de la UNAM, el marcador fue de 1-0, a favor de los Potros de Hierro, el único tanto del encuentro fue obra de Alain N'Kong.

## Finales de Fútbol Profesional

### Liga MX Apertura 2007
El 9 de diciembre de 2007, se llevó a cabo el partido de vuelta de la final del fútbol mexicano y el Atlante consiguió el campeonato al vencer a los Pumas de la UNAM. El marcador fue de 2-1, los goles atlantistas fueron obra de Giancarlo Maldonado y Clemente Ovalle, por los universitarios anotó Ismael Iñiguez.

### Liga Campeones CONCACAF 2009
El 12 de mayo de 2009, se disputó el partido definitivo de la final de la Liga Campeones CONCACAF entre el Atlante FC y Cruz Azul, el resultado en este encuentro fue un terrible 0-0, pero el Atlante había conseguido una ventaja de 0-2 en el juego de ida celebrado en el Estadio Azul, por lo que el título fue para los atlantistas.

### Copa MX Clausura 2013
El 10 de abril de 2013, se jugó la final del torneo Clausura de la Copa MX, los protagonistas fueron el Atlante y el Cruz Azul, siendo ganador el equipo cementero, al tener que definirse en tanda de penales (2-4).

### Ascenso MX Apertura 2015
El juego de ida de la final del Apertura del Ascenso MX, se realizó el 2 de diciembre de 2015, con resultado de 1-0 a favor del Atlante FC sobre FC Juárez. El juego de vuelta se definiría días después en Ciudad Juárez.
Liga de Expansión MX Apertura 2023
La final la disputaron Atlante y Cancún Fc. El juego de ida se jugó en el Estadio ciudad de los deportes en la Ciudad de México el 30 de noviembre quedando el resultado en 0 - 0, definiendose todo en la vuelta en el Andrés Quintana Roo. El partido se llevó a cabo el domingo 3 de diciembre siendo el resultado 3 - 0 a favor de las iguanas.

## Otros eventos
El 16 de junio de 2012 se celebró un juego internacional amistoso a beneficio, Leo Messi el principal invitado, dicho evento fue denominado Amigos de Messi vs Estrellas de México.